# تشارلز بوميروي
تشارلز بوميروي هو محامي وسياسي أمريكي، ولد في 3 سبتمبر 1825 في ميريديان في الولايات المتحدة، وتوفي في 11 فبراير 1891. نشط حزبياً في الحزب الجمهوري. وقد انتخب عضو مجلس النواب الأمريكي ‏.